# Iron Lore Entertainment
Iron Lore Entertainment är ett företag som bland annat har utvecklat spel som Titan Quest, Titan Quest: Immortal Throne och Dawn of War: Soulstorm.
Företaget grundades i oktober 2000 av Brian Sullivan, medskapare av den prisvinnande och bästsäljande Age of Empires-serien.
Tisdagen den 19 februari 2008 lade företaget ned sin verksamhet på grund av ekonomiska problem.